# Iridopsis tanymetra
Iridopsis tanymetra är en fjärilsart som beskrevs av Louis Beethoven Prout 1932. Iridopsis tanymetra ingår i släktet Iridopsis och familjen mätare. Inga underarter finns listade i Catalogue of Life.